# سامسونج بطاقة المشاركة المحدودة
سامسونج بطاقة المشاركة المحدودة (بالإنجليزية: Samsung Card Co, Ltd) هي أكبر شركة بطاقات ائتمان في كوريا ومقرها في سيول في كوريا الجنوبية، اندمج رأس المال لهذه الشركة مع رأس المال لشركة سامسونج في عام 2005، وتعود ملكية الشركة إلى إلكترونيات سامسونج (35.3٪) وإلى سامسونج للتأمين على الحياة (26.4٪) تأسست هذه الشركة عام 1988 كشركة تقنية وتجارية ومرخَّصة من قِبل إلكترونيات سامسونج